# Trifluoperazina
La trifluoperazina, que se vende bajo varias marcas, es un antipsicótico típico que se usa principalmente para tratar la esquizofrenia. También se puede usar a corto plazo en personas con trastorno de ansiedad generalizada, pero es menos preferido que las benzodiacepinas. Es de la clase química de las fenotiazinas.

## Usos médicos

### Esquizofrenia
La trifluoperazina es un antipsicótico eficaz para las personas con esquizofrenia. Existen pruebas de baja calidad de que la trifluoperazina aumenta las posibilidades de mejorar en comparación con el placebo cuando se hace un seguimiento de las personas durante 19 semanas. Hay pruebas de baja calidad de que la trifluoperazina reduce el riesgo de recaída en comparación con el placebo cuando se hace un seguimiento de las personas durante 5 meses. En 2014 no había pruebas convincentes de que existiera una diferencia entre la trifluoperazina y el placebo con respecto al riesgo de experimentar una intensificación de los síntomas durante un período de 16 semanas ni en la reducción de la agitación o la angustia significativas.
No hay pruebas sólidas de que la trifluoperazina sea más efectiva para la esquizofrenia que los antipsicóticos de baja potencia como la clorpromazina, el clorprotixeno, la tioridazina y la levomepromazina, pero la trifluoperazina parece causar más efectos adversos que estos medicamentos.

### Otros
Parece ser eficaz para las personas que padecen el trastorno de ansiedad generalizada, pero la relación entre beneficios y riesgos no estaba clara en 2005.
Se ha utilizado experimentalmente como un medicamento para matar patógenos eucariotas como hongos y amebozoos en humanos.

## Efectos secundarios
Su uso en muchas partes del mundo ha disminuido a causa de la discinesia temprana y tardía muy frecuente y grave, un tipo de síntoma extrapiramidal. La tasa anual de desarrollo de la discinesia tardía puede llegar al 4%. [cita requerida]
Un metaanálisis de 2004 de los estudios sobre la trifluoperazina determinó que es más probable que cause efectos secundarios extrapiramidales como la acatisia, la distonía y el parkinsonismo que el placebo. También es más probable que cause somnolencia y efectos secundarios anticolinérgicos como ojos rojos y xerostomía (sequedad de boca). Todos los antipsicóticos pueden causar el raro y a veces mortal síndrome neuroléptico maligno. La trifluoperazina puede reducir el umbral de las convulsiones. La acción antimuscarínica de la trifluoperazina puede causar una dilatación excesiva de las pupilas (midriasis), lo que aumenta las posibilidades de que los pacientes con hipermetropía desarrollen glaucoma

## Contraindicaciones
La trifluoperazina está contraindicada en la depresión del SNC, el coma y las discrasias sanguíneas. La trifluoperazina debe usarse con precaución en pacientes con insuficiencia renal o hepática. 

## Mecanismo de acción
La trifluoperazina tiene efectos antiadrenérgicos centrales, antidopaminérgicos, y efectos anticolinérgicos mínimos. Se cree que funciona bloqueando los receptores de dopamina D1 y D2 en las vías mesocorticales y mesolímbicas, aliviando o minimizando los síntomas de la esquizofrenia como las alucinaciones, los delirios y el pensamiento y el habla desorganizados.

## Nombres
Los nombres de marca incluyen Eskazinyl, Eskazine, Jatroneural, Modalina, Stelazine, Terfluzine, Trifluoperaz, Triftazin. 
En el Reino Unido y algunos otros países, la trifluoperazina se vende y comercializa bajo la marca 'Stelazine'. 
Se vende en forma de tabletas, líquido y "USP inyectable de trifluoperazina" para uso intramuscular profundo a corto plazo. Los datos farmacológicos estudiados por el médico de cabecera han indicado casos de fusión irreversible de las vértebras del cuello, lo que hace que las preparaciones  sean predominantemente de la forma líquida de trifluoperazina, en lugar de la forma en pastillas como en el Stelazine, etc. 
En el pasado, la trifluoperazina se usaba en combinaciones fijas con el inhibidor de la MAO (antidepresivo) tranilcipromina ( tranilcipromina / trifluoperazina ) para atenuar los fuertes efectos estimulantes de este antidepresivo. Esta combinación se vendió bajo la marca Jatrosom N. Asimismo, una combinación con amobarbital (agente sedante / hipnótico potente) para la mejora de la psiconeurosis y el insomnio existió bajo la marca Jalonac. En Italia, la primera combinación todavía está disponible, se vende bajo la marca Parmodalin (10 mg de tranilcipromina y 1 mg de trifluoperazina). 